# Roodt (kanton Redange)
Roodt (lb. Rued) – wieś (Uertschaft) w zachodnim Luksemburgu, w kantonie Redange, w gminie Ell. Do 3 października 2015 miejscowość leżała w dystrykcie Diekirch. Liczy 399 mieszkańców (31 grudnia 2022). 